# Bryne Fotballklubb

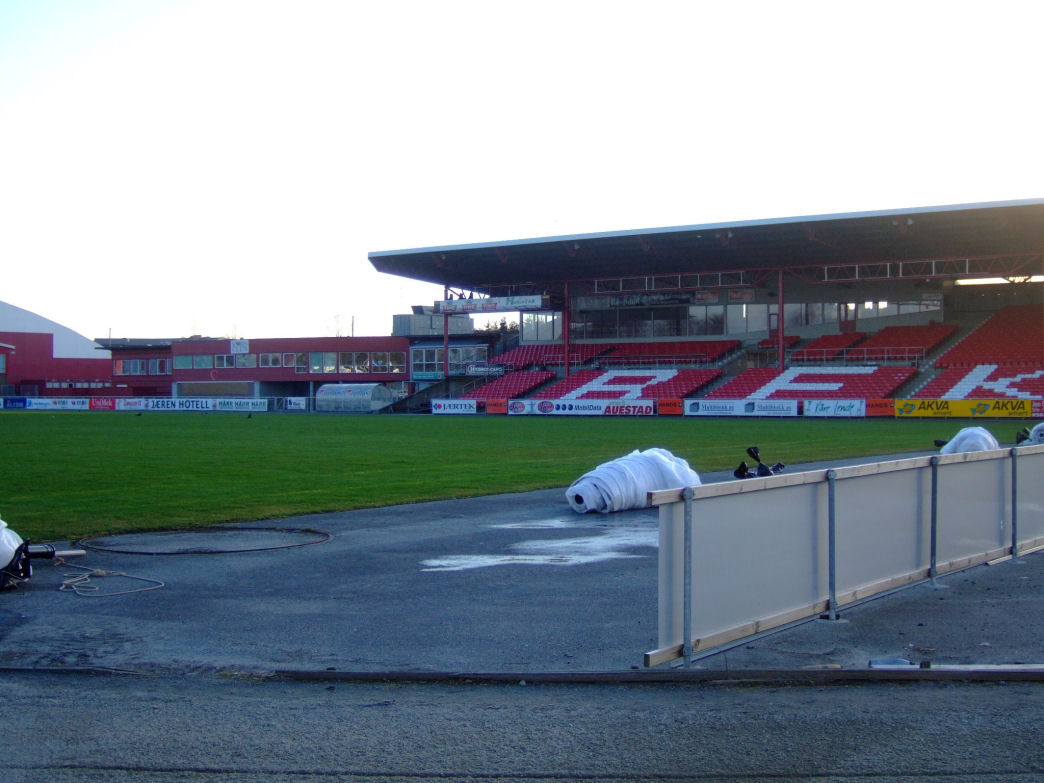
Bryne Stadion

El Bryne Fotballklubb és un club de futbol noruega de la ciutat de Bryne.

## Història
El club va ser fundat el 1926. S'anomenà Bryne IL entre la seva fundació i 1991. Les seves millors posicions a la lliga noruega de primera divisió fou la segona posició els anys 1980 i 1982. El club fou campió de copa l'any 1987 i finalista el 2001.

## Palmarès
- Copa noruega de futbol: 
  - 1987